# Schwalbennest (Lkw)

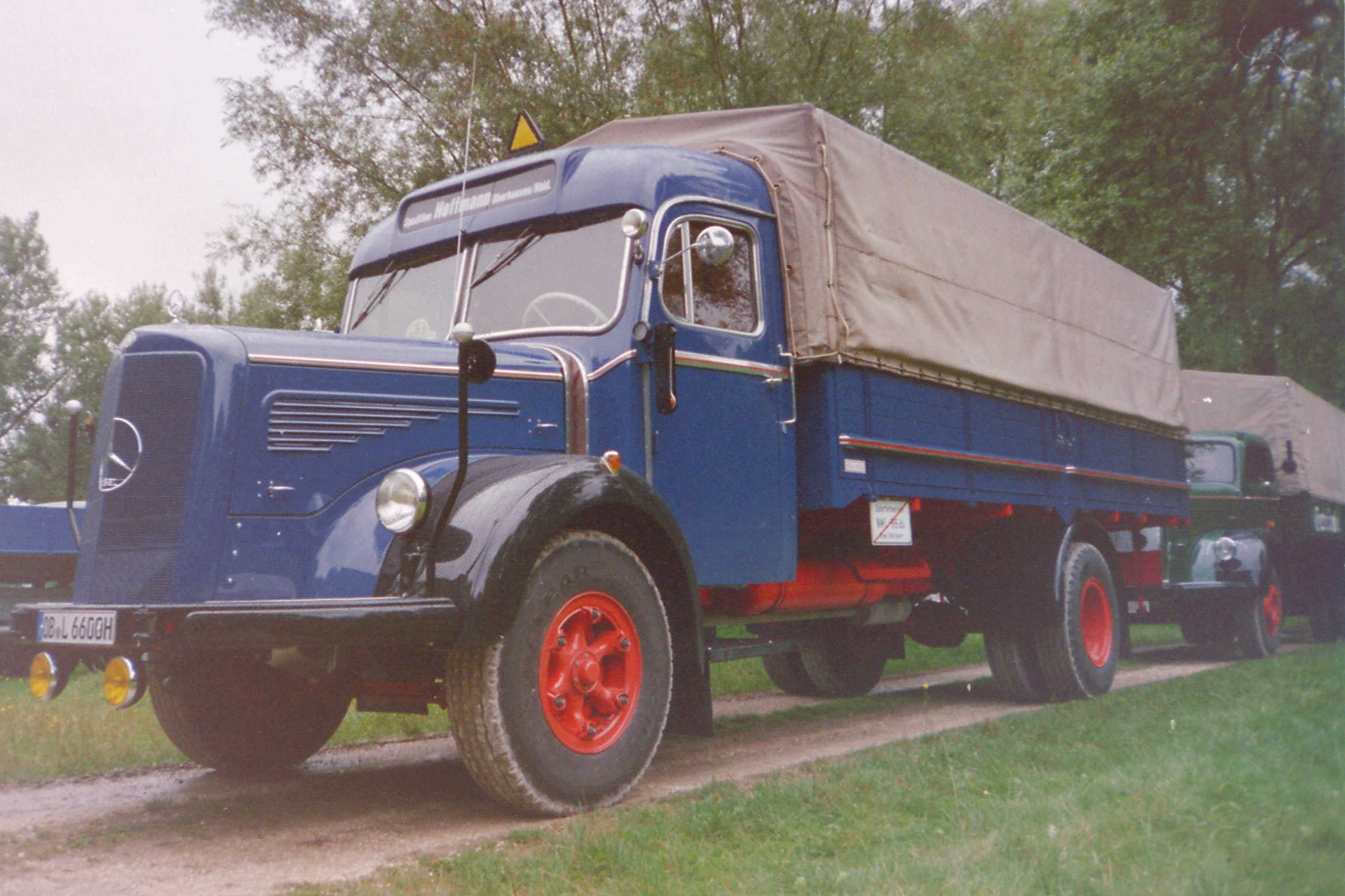
Mercedes-Benz L 6600 mit Schwalbennest-Fahrerhaus von Hall

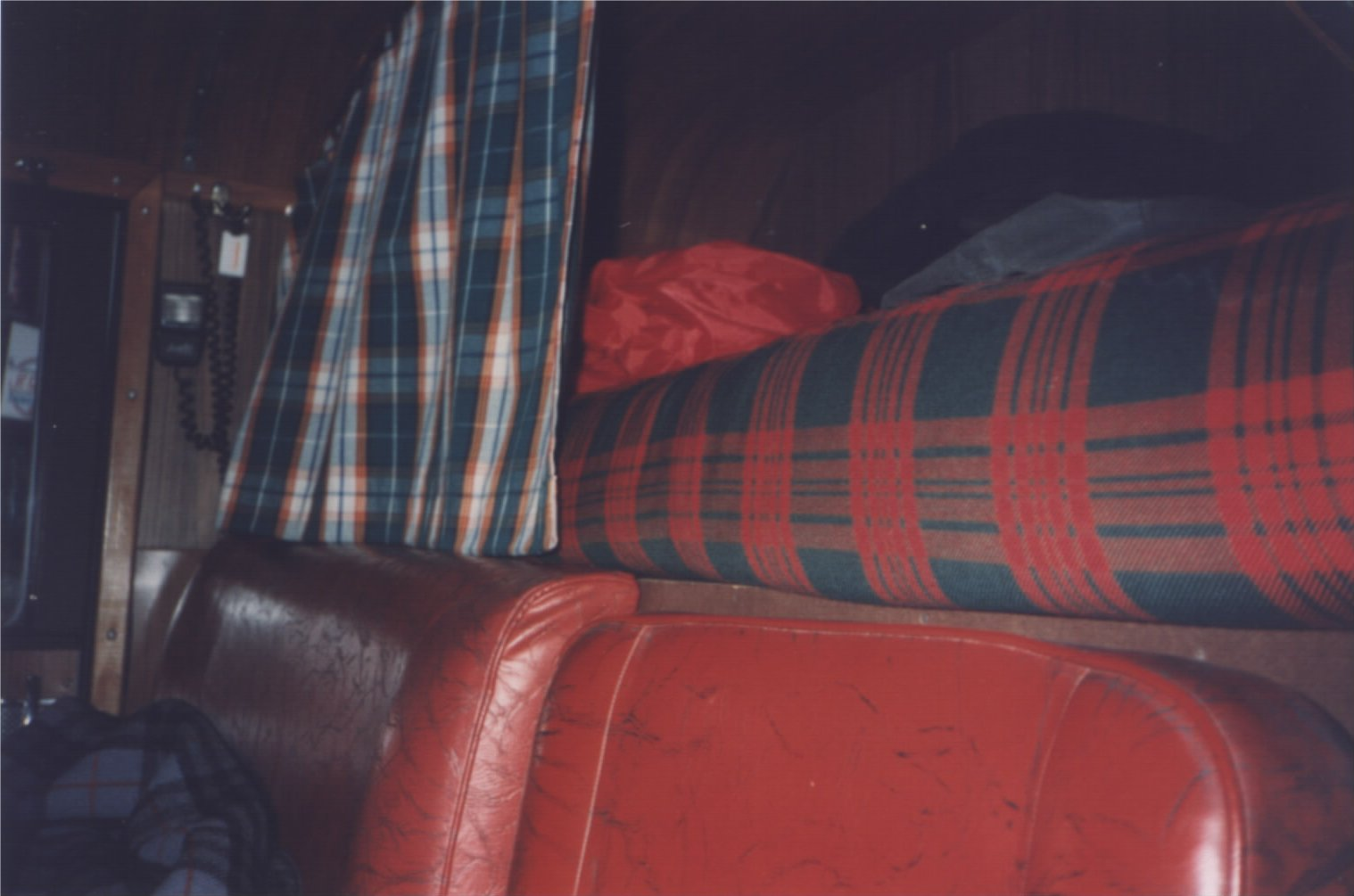
Blick in ein Schwalbennest (LKW-Schlafkabine).

Als Schwalbennest wird eine LKW-Schlafkabine dann bezeichnet, wenn das Fahrerhaus nur im oberen Drittel erweitert (verlängert) wurde. Diese Anbringung der Schlafkoje wirkt auf den Betrachter wie ein Schwalbennest an einer Hauswand. Sie ragt bei einem LKW mit Pritsche oder Kofferaufbau in den Laderaum. Der Vorteil gegenüber einem langen Fahrerhaus ist der, dass der Platz unter dem Schwalbennest und eventuell auch über diesem genutzt werden kann.
Eine gewisse Prominenz erlangte diese Art von Schlafkabine durch den Büssing 8000 S aus der Fernsehserie „Fernfahrer“. Auch der Mercedes-Benz L 6600 aus der Fernsehserie „Kapitäne der Landstraße“ hatte ein Schwalbennest. Allerdings wurde hier ein Serienfahrerhaus mit einem Schwalbennest erweitert. In den allermeisten Fällen bauten die Aufbauhersteller Fahrerhäuser für den Fernverkehr, die auch breiter und höher als die Serienfahrerhäuser waren.